# Тоёока (княжество)
Княжество Тоёока (яп. 豊岡藩 Тоёока-хан) — феодальное княжество (хан) в Японии периода Эдо (1600—1871). Тоёока-хан располагался в провинции Тадзима (современная префектура Хиого) на острове Хонсю.
Административный центр княжества — Замок Тоёока (современный город Тоёока в префектуре Хиого), затем укрепленный дом (jin’ya) Тоёока.
Доход хана:
- 1600—1653 годы — 20 000 → 25 000 → 10 000 коку риса
- 1668—1871 годы — 35 000 → 15 000 коку риса

## История
Княжество Тоёока было создано в 1600 году после битвы при Сэкигахаре. В этом сражении Сугихара Нагафуса (1574—1629) сражался в составе западной коалиции под командованием Исида Мицунари, которая потерпела поражение. Но Сугихира Нагафуса был женат на дочери Асано Нагамасы, который сражался на стороне победителя Токугава Иэясу. В том же году Нагафуса получил от сёгуна Токугава Иэясу во владение Тоёока-хан в провинции Тадзима (25 000 коку). В 1629 году Нагафусе наследовал его сын, Сугихара Сигенага (1616—1644), который не оставил наследника мужского пола. Преемником последнего в 1644 году стал его племянник и приёмный сын, Сугихара Сигехару (1637—1653), умерший бездетным в возрасте 17 лет.
В 1653—1668 годах Тоёока-хан находился под прямым управлением сёгуната Токугава.
В 1668 году в Тоёоку был переведен Кёгоку Такамори (1650—1709), который ранее правил в Танабэ-хане в провинции Танго (1663—1668). Его потомки управляли доменом вплоть до Реставрации Мэйдзи.
В 1871 году Тоёока-хан был ликвидирован. На территории бывшего княжества первоначально была создана префектуры Тоёока, которая в 1876 году была включена в состав современной префектуры Хиого.

## Список даймё
- Род Сугихара (тодзама-даймё) 1600—1653

| № | Имя               | Имя      | Годы правления | Годы жизни  | Примечания                   |
| - | ----------------- | -------- | -------------- | ----------- | ---------------------------- |
| 1 | Сугихара Нагафуса | 杉原長房 | 1600 — 1629    | 1574 — 1629 |                              |
| 2 | Сугихара Сигенага | 杉原重長 | 1629 — 1644    | 1616 — 1644 | Единственный сын предыдущего |
| 3 | Сугихара Сигехару | 杉原重玄 | 1645 — 1653    | 1637 — 1653 | племянник предыдущего        |

- Род Кёгоку (тодзама-даймё) 1668—1871

| № | Имя              | Имя      | Годы правления | Годы жизни  | Примечания                                                                                            |
| - | ---------------- | -------- | -------------- | ----------- | --- |
| 1 | Кёгоку Такамори  | 京極高盛 | 1668 — 1674    | 1650 — 1709 | Старший сын Кёгоку Таканао (1633—1663), 2-го даймё Танабэ-хана (1636—1663)                            |
| 2 | Кёгоку Такадзуми | 京極高住 | 1674 — 1714    | 1660 — 1730 | Младший брат предыдущего                                                                              |
| 3 | Кёгоку Такаёси   | 京極高栄 | 1714 — 1721    | 1690 — 1721 | Старший сын предыдущего                                                                               |
| 4 | Кёгоку Таканори  | 京極高寛 | 1721 — 1726    | 1717 — 1726 | Старший сын предыдущего                                                                               |
| 5 | Кёгоку Таканага  | 京極高永 | 1726 — 1760    | 1720 — 1760 | Младший брат предыдущего                                                                              |
| 6 | Кёгоку Такакацу  | 京極高品 | 1760 — 1791    | 1741 — 1792 | Старший сын предыдущего                                                                               |
| 7 | Кёгоку Такаари   | 京極高有 | 1791 — 1831    | 1775 — 1841 | второй сын Кёгоку Такахисы (1729—1808), 6-го даймё Минеяма-хана (1765—1808), приёмный сын предыдущего |
| 8 | Кёгоку Такаюки   | 京極高行 | 1831 — 1847    | 1794 — 1847 | Старший сын предыдущего                                                                               |
| 9 | Кёгоку Такаацу   | 京極高厚 | 1847 — 1871    | 1829 — 1905 | Старший сын предыдущего                                                                               |